# Каунаський національний драматичний театр

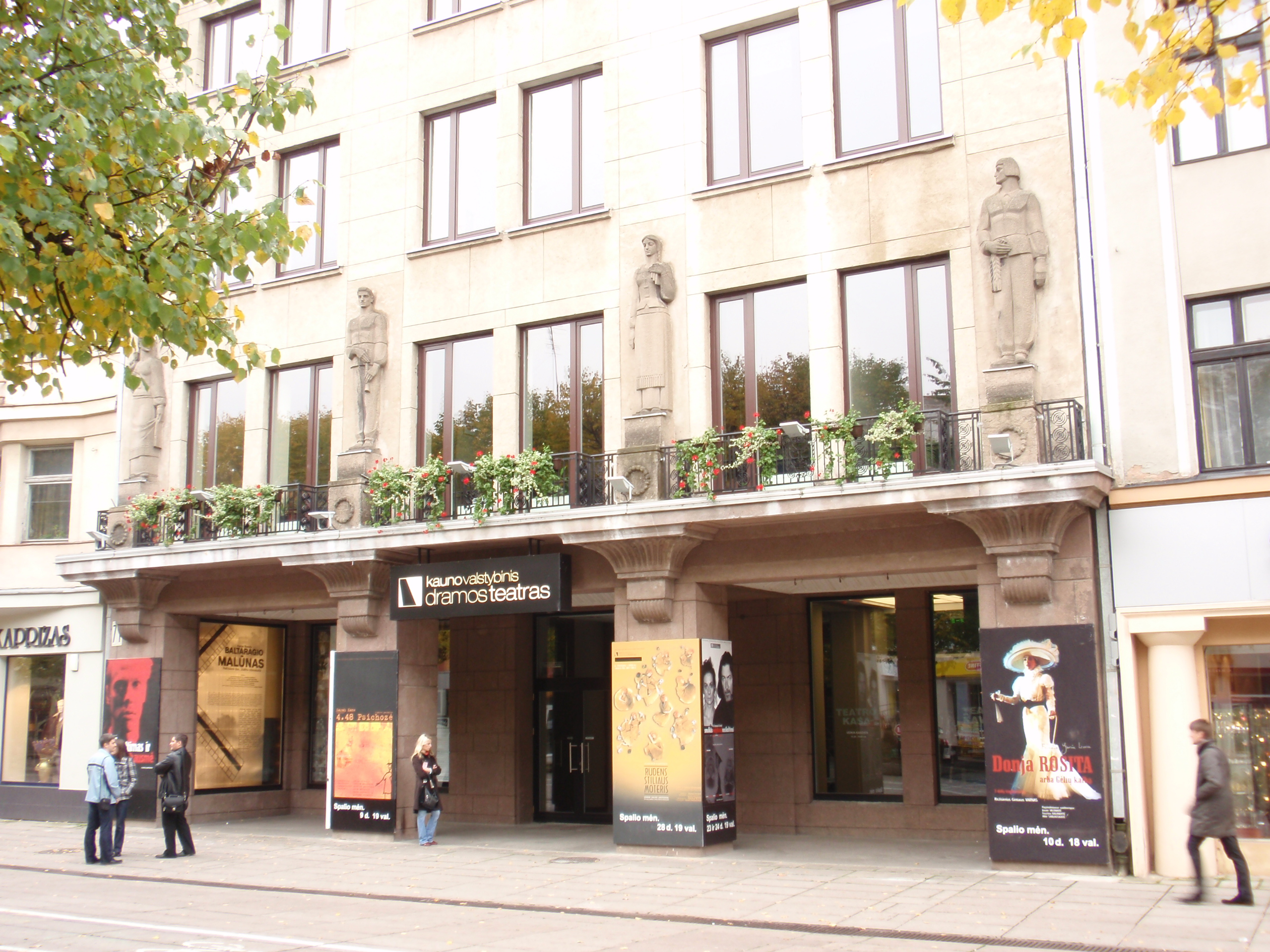
Каунаський національний драматичний театр

Каунаський національний драматичний театр (лит. Kauno valstybinis dramos teatras) — найстаріший литовський репертуарний театр, який діє в Каунасі з 1920 року. Розташовується в Каунасі на вулиці Лайсвес алея (Laisvės alėja 71). Керівник театру з 2008  Егідіюс Станцікас.

## Історія

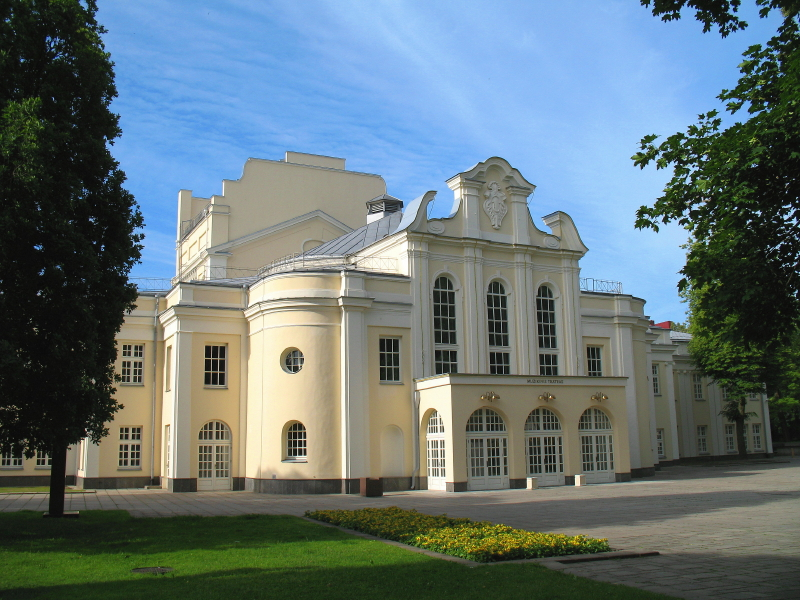
Національний театр в Каунасі

Заснований в грудні 1920 Товариством творців литовського мистецтва під назвою Драматичний театр (Dramos vaidykla). Першим спектаклем була п'єса «Вогні Іванової ночі» Германа Зудермана (режисер Юозас Вайчкус ; прем'єра 19 грудня 1920). У 1922 театр став Державним драматичним театром. У 1925 році він був об'єднаний з Державною трупою опери і балету в єдиний Державний театр. Театр діяв у будівлі колишнього Ковенського міського театру, побудованого за проектом архітектора Устина Голіневича в 1891 (нині в будівлі розміщується Каунаський музичний театр).
Ядро акторської трупи театру склали вихованці драматичної студії, заснованої Юозасом Вайчкусом в Петрограді в 1918, — Вікторас Дінейка, Пятрас Кубертавічюс, Она Курмите-Мазуркявічене, Юозас Стануліс. Пізніше почали грати актори Александрас Купстас, Юозас Лауцюс, Стасис Пилка, Она Римайте, Юозас Сіпаріс, Іполітас Твірбутас, Теофілія Другунайте-Вайчюнене, Антаніна Вайнюнайте-Кубертавічене, Нелі Восілюте-Дугуветене, Еляна Жалінкявічайте-Пятраускене.
У 1921 — 1923 режисером більшості вистав був Кастантас Глінскас, у 1921 — 1941 — Борисас Даугуветіс, а в 1929 — 1935 — Андрюс Олека-Жілінскас і Михайло Чехов. Глінскіс і Даугуветіс дотримувалися принципів реалістичного театру кінця XIX — початку XX ст. Глінскіс дбав про професійну підготовку молодих акторів: при театрі в 1924 — 1933 (з перервами) діяло Театральне училище.
Театром ставилися твори класики західноєвропейських драматургів (Мольєр, Генрік Ібсен, Ежен Скриб, Юліуш Словацький, Оскар Уайльд), п'єси литовських авторів Майроніса, Вінцаса Креве, Вінцаса Міколайтіса-Путінаса, Софії Чюрльонене-Кімантайте, Баліса Сруоґи, Пятраса Вайчюнаса. Сценографію вистав створювали художники Владас Діджьокас, Мстислав Добужинський, Адомас Гальдікас, Телесфорас Кулакаускас, Вітаутас Палайма, Стасис Ушінскас, Людас Труйкіс, Стяпас Жукас. У музичному оформленні постановок використовувалася музика композиторів Й. Дамбраускаса, Юозаса Груодіса, Юргиса Карнавічюса, Юозаса Таллати-Кялпша.
У 1940 — 1941 театр носив назву Державного театру драми, опери і балету. При театрі була організована драматична студія. Під час Другої світової війни у 1941 — 1944 театр носив назву Каунаського великого. Режисерами були Вікторас Дінейка, Пятрас Кубертавічюс, Юозас Монкявічюс. Після Другої світової війни театр до 1949  носив назву Каунаського драматичного театру, в 1949 — 1959 — Каунаського Державного музичного театру драми. У 1959 — 1990 — Каунаський державний драматичний театр, потім Каунаський державний академічний драматичний театр, з 2004 року Каунаський національний драматичний театр.
Після Другої світової війни режисерами були Антанас Суткус, А. Радзявічюс, Александрас Купстас, Вікторас Дінейка. Сценографію здійснювали художники Стяпас Жукас, М. Лабуцкас, Телесфорас Кулакаускас. На сцені театру грали Пятрас Кубертавічюс, Она Курмите-Мазуркявічене, Антаніна Вайнюнайте-Кубертавічене, Ю. Петраускас, Юозас Лауцюс, Ядвіга Ошкінайте-Суткувене, В. Сіпайтіс, Броне Курмите-Монкявічене, Антанас Мацкявічюс.  

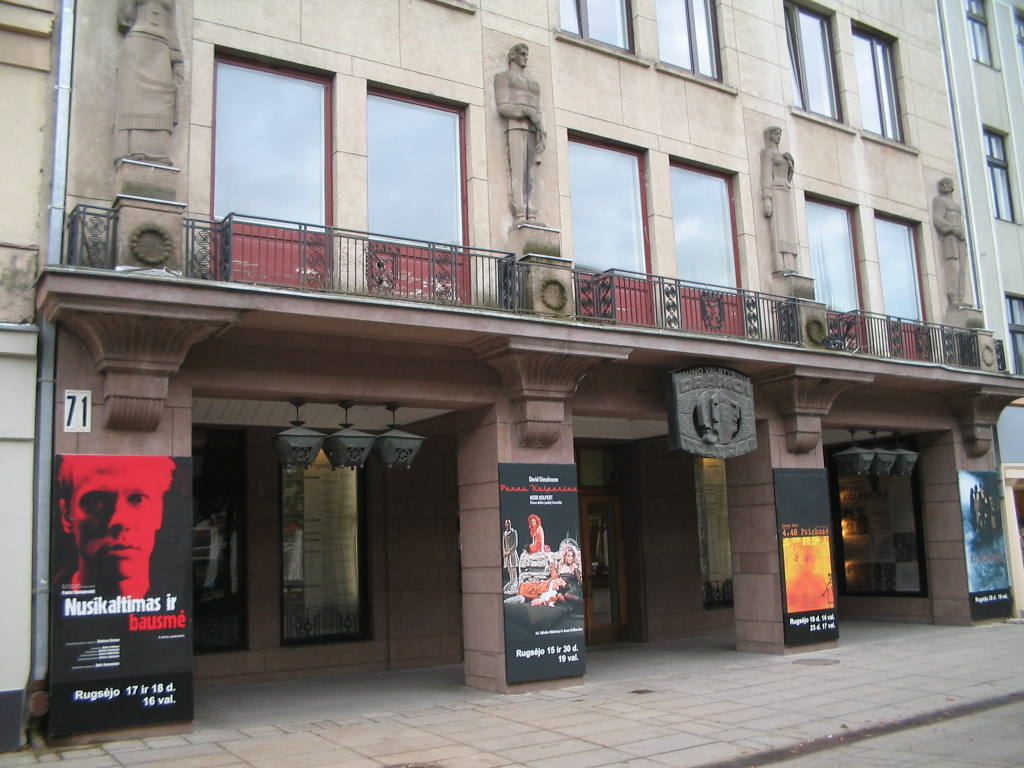
Каунаський національний драматичний театр

Значну роль у розвитку театру грала діяльність його головного режисера в 1953 — 1966 Генрікаса Ванцявічюса. У другій половині 1950-х найбільш значними були вистави за п'єсами Юозаса Грушаса, Юстінаса Марцінкявічюса, Казіса Бінкіса. У 1959 в трупу театру увійшла велика група акторів Каунаського театру юного глядача. Пізніше театральний колектив поповнився випускниками Литовської академії музики та театру.
У 1960-ті і 1970-ті репертуар театру розширився творами литовської драматургії (Казіс Інчюра, Казіс Сая, Казіс Борута, Юозас Грушас, Юозас Глінскіс), п'єсами зарубіжних класиків і сучасних драматургів. Помітними подіями стали постановки режисерів Йонаса Вайткуса (головний режисер театру з 1978) і Гітіса Падягімаса. Серед видатних акторів театру були Антанас Габренас, Юозас Будрайтіс, Валентинас Масальськіс, Мілі Шаблаускайте та інші. Вистави ставив Еймунтасе Некрошюс, Ірена Бучене та інші відомі режисери.
Театр брав участь у фестивалях драматичних театрів Прибалтики і Білорусі «Театральна весна», фестивалі театральної творчої молоді у Тбілісі, міжнародному театральному фестивалі у Валку (Латвія, 2003), гастролював у Білостоці (1977), Тбілісі (1986).